# Шарбя
Шарбя (пол. Szarbia) — село в Польщі, у гміні Конюша Прошовицького повіту Малопольського воєводства.
Населення — 218 осіб (2011).
У 1975-1998 роках село належало до Краківського воєводства.

## Демографія
Демографічна структура станом на 31 березня 2011 року:
|          | Загалом | Допрацездатний вік | Працездатний вік | Постпрацездатний вік |
| -------- | ------- | ------------------ | ---------------- | -------------------- |
| Чоловіки | 118     | 34                 | 75               | 9                    |
| Жінки    | 100     | 12                 | 58               | 30                   |
| Разом    | 218     | 46                 | 133              | 39                   |